# 厕鬼
廁鬼是中国传说的妖怪，喜欢臭穢之地。也叫厕所鬼，是在厕所里的鬼。

## 《夷坚志》
在《续夷坚志·湖海新闻夷坚续志》後集卷二,有怪異門‧廁鬼迷人。

## 《幽明录》
在刘义庆的《幽明录》里，记载了阮德如在厕所见到了身长超过一丈，颜色黑且眼睛大，穿着一件白色衣服的鬼。

## 《异苑》
南朝的宋刘敬叔的《异苑·陶侃》也有记载

## 《李赤傳》
柳宗元寫的《李赤傳》,說廁鬼是女鬼。和唐代牛肅《紀聞》描述,厕鬼形象「形如大豬,遍體皆有眼」,有的則「大耳深目,虎鼻猪牙」

## 类似传说
厕所里的花子，日本都市传说里，出现在厕所的妖怪。
卵鬼神：在朝鲜学校怪谈里的妖怪，四肢细瘦，躯体像蛋。会倒立步行，且会从厕所的门下面偷窥

## 参看
中国妖怪列表